# Los hombres que miraban fijamente a las cabras (libro)
Los hombres que miraban fijamente a las cabras (The Men Who Stare at Goats en Idioma inglés) es una novela de 2004 escrita por Jon Ronson basada en la investigación llevada a cabo por John Sergeant sobre el ejército estadounidense y la exploración de conceptos "New Age" junto con las posibles aplicaciones militares de lo paranormal. El título de la novela hace referencia al intento de matar una cabra con solo mirarla.

## Tema principal
En el libro se profundiza sobre las conexiones entre los programas militares paranormales y las técnicas psicológicas utilizadas al principio en la guerra contra el terrorismo. La novela literaria narra el desarrollo de esas actividades encubiertas durante las tres últimas décadas y revela como hoy en día se siguen utilizando dentro del Departamento de Seguridad y el territorio iraquí ocupado por el ejército. En él se examina el uso que se le da al tema central de la serie Barney & Friends en los prisioneros de guerra iraquíes como método de tortura, el estrangulamiento de cabras llevado a cabo por el Comando de Fuerzas Especiales en Fort Bragg, Carolina del Norte, y la conexión entre el mencionado ejército y el suicidio en masa de los miembros de la Heaven's Gate/Puerta del Cielo de San Diego.

## Investigación
La investigación corrió, en parte, a cargo de Jon Ronson, quien contó con la colaboración del documentalista John Sergeant. Sergeant declaró al diario The Independent: «He trabajado intensamente a lo largo de 2003 y 2004 en ello». Ronson dedicó el libro a su persona, y le encomendó su investigación y consejos. Sin embargo, Sergeant no recibió ningún crédito de su parte al formular cual sería la tesis para su película (Ver sección Documental).

## Documental
El libro acompaña una serie televisiva dividida en tres partes emitida en Channel 4 llamado Crazy Rulers of the World. Esas tres partes fueron tituladas The Men Who Stare at Goats, Funny Torture y Psychic Footsoldiers respectivamente. La idea del proyecto era indagar en la aparente locura del corazón del servicio de inteligencia militar. El best seller incluye entrevistas con los miembros de varias operaciones psicológicas, First Earth Battalion, y también se indaga sobre la operación MK Ultra y Frank Olson además de entrevistas con su hijo, Eric Olson.

## Adaptación cinematográfica
A raíz de la novela, se ha realizado una película filmada en el 2009 y protagonizada por George Clooney, la cual fue producida por Winchester Films, BBC Films y Wind Dancer Production Group, Inc.. La dirección corre a cargo de Grant Heslov y el guion adaptado al film por Peter Straughan. Ewan McGregor, Kevin Spacey, Jeff Bridges y Robert Patrick protagonizan la producción junto al mencionado anteriormente actor. El largometraje tiene lugar en Irak y fue filmado en Bayamón, Puerto Rico y en Instituto Militar de Nuevo México.
El argumento se centra en Bob Wilton (Ewan McGregor), un reportero desesperado que descubre un informe de alto secreto después de conocer a Lyn Cassady (George Clooney), quien dice ser un antiguo soldado del ejército con habilidades psíquicas y rehabilitado tras sufrir el Post 11-S. Bill Django (Jeff Bridges) es el fundador del programa de parapsicología y mentor de Lyn . Larry Hooper (Kevin Spacey) es un antiguo soldado psíquico que se dirige a un campo de prisioneros de Irak.